# Tomás Motos
Tomás Motos Teruel, és un pedagog especialitzat en creativitat, teatre i expressió corporal, que ha estat professor titular a la Universitat de València de Didàctica i Organització Escolar. És doctor en Filosofia i Ciències de l'educació, premi Extraordinari, llicenciat en Psicologia i en Pedagogia, i mestre. L'any 1985 va rebre un accèssit al Premi Nacional d'Investigació educativa. Ha publicat diverses obres de teatre i és membre de la Academia de las Artes Escénicas de España. El seu camp d'investigació per excel·lència ha estat el teatre en l'educació i el 2020 va publicar l'assaig Teatro en la educación (España, 1970-2018).

## Trajectòria professional
Ha exercit com a docent a tots els nivells educatius: mestre, professor de llengua i literatura a secundària i formació professional, professor de l'Escola de Magisteri (Centre d'Ensenyaments Integrats de Xest) i professor titular de la Universitat de València.
Ha estat professor de diversos cursos, màsters i postgraus de creativitat, teatre, gestió cultural, expressió corporal, teatre en l'educació, educació artística i formació de directius. Actualment és codirector del Màster en Teatre Aplicat i del Postgrau Teatre en l'Educació: Pedagogia Teatral de la Universitat de València. Ha elaborat materials curriculars de llengua i literatura i de teatre en l'educació tant per a educació primària, secundària com per a ensenyament superior. De la mateixa manera, ha investigat sobre glottodrama tot publicant articles de didàctica per a l'ensenyament-aprenentatge de segones llengües o L2 amb tècniques dramàtiques. Ha confeccionat un pla d'intervenció en educació emocional, dins de la formació del professorat, centrat en l'escolta activa, l'assertivitat i l'autoestima, utilitzant estratègies didàctiques com els procediments expressius, concretament les tècniques dramàtiques, abordant l'educació emocional com la intersecció de l'educació, l'art i la psicoteràpia, proposant l'expressió total.

## Obra
És autor de diverses obres de teatre, manuals d'arts escèniques i dansa, articles i llibres sobre tècniques dramàtiques, creativitat i teatre aplicat.

### Expressió corporal
- Iniciación a la Expresión Corporal (1983)
- Juegos y experiencias de Expresión Corporal (1985)
- Práctica de la Expresión Corporal (2001)

### Dramatització i teatre en l'educació
- Prácticas de dramatización (amb Francisco Tejedo) (1987 i 1999)
- Dramatización y técnicas dramáticas en la enseñanza y el aprendizaje (1996)
- Creatividad Dramática (1999)
- Taller de teatro (2001)
- Palabras para la acción (amb Georges Laferriére) (2003)

### Didàctica de la llengua i la literatura
- Expresión escrita (1987)
- Dinamizar textos (1987)
- Juegos creativos de lenguaje (1999)

### Direcció i gestió
- Las relaciones personales en los centros educativos, en AA.VV.
- Funció directiva: Recursos per a la gestió de centres educatius (2000)

### Obres teatrals
- El más (des)corazonado de los hombres (2011)
- Sylvia, leona de Dios (2013)[2]

### Teatre Aplicat
- Otros escenarios para el teatro (amb la col·laboració d'Antoni Navarro Amorós, Domingo Ferrandis i Dianne Stronks). (2013)[10]
- Teatro Aplicado (2015)[11]